# 抓毛絨

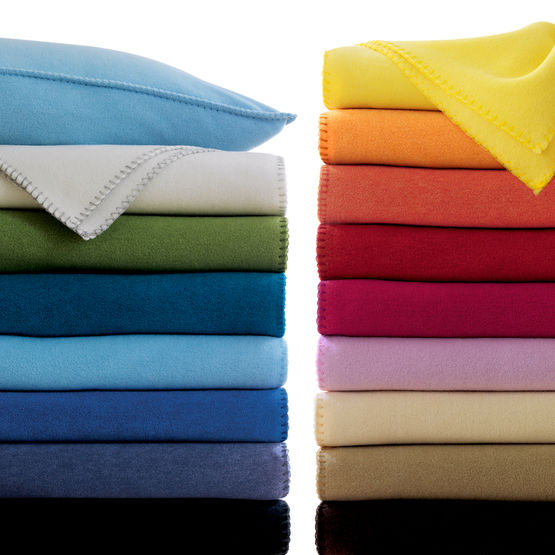
搖粒絨的毯子

抓毛絨（Polar fleece，簡稱fleece），又稱雙面刷毛布或搖粒絨，是柔軟、表面帶有絨毛的合成纖維布料，由聚對苯二甲酸乙二酯（英語：Polyethylene terephthalate，縮寫PET）所制成。第一種抓毛絨於1979年由Malden Mills發明。抓毛絨有部份羊毛的優點，但比羊毛輕得多。

## 用途
抓毛絨常被用作製成夹克、帽、毛衣、运动裤、尿布、運動服裝、连帽衫、毯子、高性能室外服装、床上用品、地毯、大衣、背心、风衣、手套、围巾、帽子、抱枕、靠垫等。其生產原料中部份使用回收的塑膠樽，質地非常柔軟、輕，而且容易清洗。

## 历史
1979年在曼彻斯特由Malden Mills（现今为Polartec LLC）与Patagonia开发的Synchilla（词源为：合成的毛丝鼠）。这是一种全新的、轻便、高强度的毛绒纤维，意味着模仿甚至某种程度上胜过了羊毛。Aaron Feuerstein故意放棄對抓毛絨的專利權，使得此布料得以由多間廠家生產，增加了產量，從而使價值下降並獲廣泛使用。

## 特性
抓毛絨質地柔軟、輕、保暖能力強而讓人感覺舒適。其疏水性相當高，濕透後的含水量只等同本身重量的1%，即使濕透也能保持相當的保暖能力，而且高度透氣。因此有相當的排汗能力，相當適合用作制造在劇烈運動時穿著的衣服。抓毛絨適合以洗衣機清洗，快乾，為非常好的羊毛替代品。其原料可以來自回收所得的塑膠樽，甚至是回收的抓毛絨產品。
然而，抓毛絨也有其缺點，若無添加阻燃劑的話，抓毛絨相當易燃（相對地，羊毛較難燃燒）。一般抓毛絨並不擋風，因此在大風的地方需再外加其他擋風衣服才能起保暖效果。抓毛絨容易產生靜電，因此容易積聚塵等污物，但也有新的抓毛絨能做到防靜電的效果。低質素的抓毛絨容易起毛粒。抓毛絨在洗滌時會釋出微塑膠，因為PET難以自然分解，如果其污水不經處理流入河流或海洋會很容易被水生動物進食而污染食物鏈。

## 分类
- 素色
  - 抽条羊丽绒（Drop-needle polar fleece）
  - 压花羊丽绒（emboss polar fleece）
  - 提花羊丽绒（jacquard polar fleece）
- 印花

抓毛絨服裝一般分為幾個不同厚度：超细，100，200，300，當中300為最厚及柔軟度最低者。其中，超细的品质最好，价格也最高。
- 长纤（filament）：一般由涤纶长丝织成，用于制造毯子。
- 短纤（spun）：一般由32S涤纶纱织成
- 超细纤维（Micro-polar fleece）

此外，还有抽条羊丽绒（Drop-needle polar fleece），所占比重也较大。

## 洗滌護理
抓毛絨可以用洗衣機洗，但不可烘乾或熨。